# Дорошенко Дмитро Іванович
Дмитро́ Іва́нович Дороше́нко (27 березня (8 квітня) 1882, Вільня, Російська імперія — 19 березня 1951, Мюнхен, Баварія, ФРН) — український політичний діяч, дипломат, історик, публіцист, літературознавець, бібліограф. Засновник «Просвіти» на Катеринославщині. Член Київського товариства старожитностей і мистецтв.
З квітня 1917 року — крайовий комісар Галичини й Буковини. Член УПСФ, Української Центральної Ради, Чернігівський губернський комісар (губернатор) за часів Тимчасового уряду Росії і Центральної Ради УНР з вересня 1917 року до січня 1918 року.
У травні — листопаді 1918 року — міністр закордонних справ Української Держави.
З 1919 року — в еміграції, де був організатором і співробітником українських наукових установ. Один із засновників Музею визвольної боротьби України у Празі.

## Життєпис

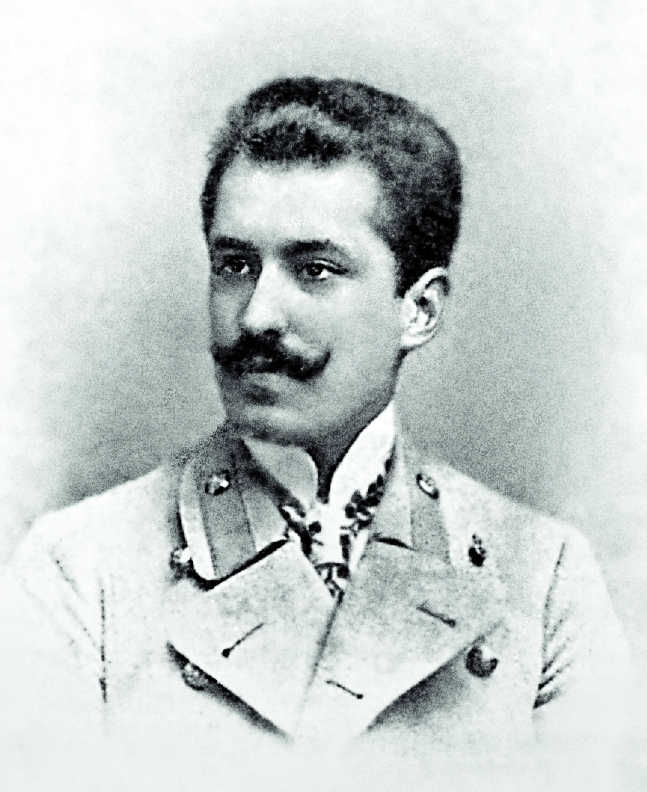
У студентські роки

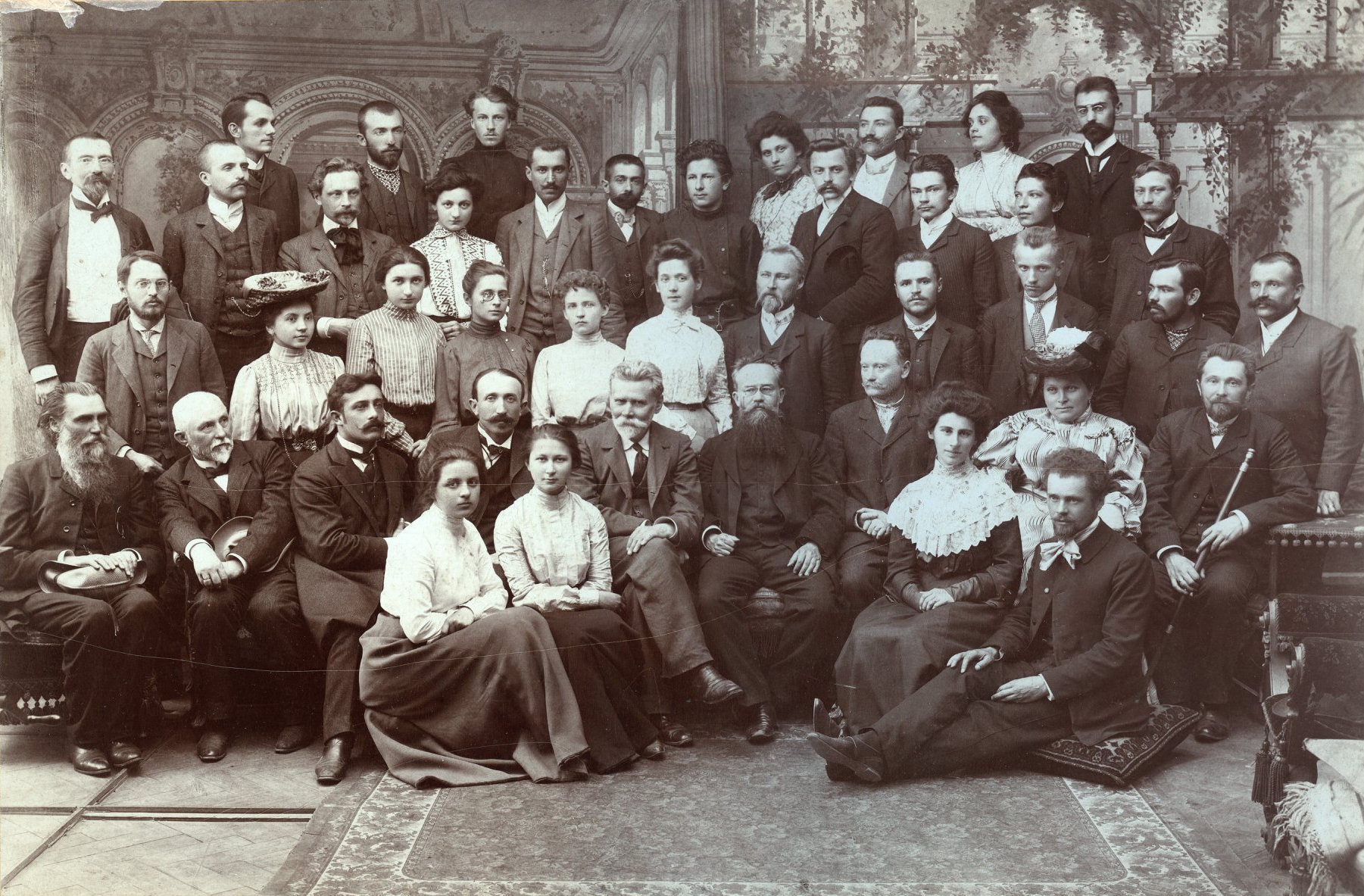
Викладачі та студенти Наукових курсів українознавства у Львові (організованих ТПУНЛШ), 5 липня 1904 року. Зліва направо: перший ряд (сидять): М. Дверницька, В. Чикаленківна, А. Трушева, І. Труш;
другий ряд (сидять): П. Рябков, Т. Ревакович, І. Брик, М. Ганкевич, Ф. Вовк, М. Грушевський, І. Франко, М. Грушевська, В. Гнатюк;
третій ряд (стоять): В. Дорошенко, М. Підлісецька (Мудракова), Г. Чикаленківна, К. Голіцинська, О. Андрієвська, М. Липа, І. Липа, Ф. Шолудько, В. Панейко, Л. Сміщук, Л. Гарматій;
четвертий ряд (стоять): В. Лаврівський, Є. Голіцинський, Ю. Бачинський, М. Крушельницька (Дроздовська), Д. Дорошенко, Я. Грушкевич, Л. Чикаленко, М. Грушкевич, С. Дольницький, А. Хомик, М. Росткович;
п'ятий ряд (стоять): Ю. Ситник, О. Скоропис, Д. Розов, Д. Старосольська (Шухевичівна), В. Загайкевич, Т. Єрми (Боднарова), М. Мочульський

Народився у Вільні в родині, що походила зі старовинного українського козацько-старшинського роду на Глухівщині та з якого вийшли два українські гетьмани — Михайло Дорошенко та Петро Дорошенко. Батько — Іван Якович (1848—1914), 1874 року із відзнакою закінчив Харківське землеробне училище, протягом 30 років працював ветеринаром у Вільні.
Навчався на історико-філологічному факультеті Варшавського, Петербурзького і Київського університетів. У 1903 році очолював Українську студентську громаду в Петербурзі. Дуже рано розпочав політичну діяльність, спочатку як член Революційної української партії, а згодом — Товариства українських поступовців. Активно публікувався у пресі.
З 1897 року співпрацював з політичними виданнями в Галичині.
1904 року приїхав до Львова, де на університетських курсах слухав лекції з історії України М. Грушевського та з історії української літератури І. Франка.
У 1905 році, коли у зв'язку із заворушеннями вищі навчальні заклади Петербурга закрили на необмежений час, переїхав до Полтави, де став співробітником газети «Полтавський час».
Події 1906 року застають його в Києві. В умовах послаблення тиску цензури Дорошенко поринає в національно-політичне життя і стає співробітником таких часописів, як «Громадська думка», «Нова громада», «Рада», «Рідний край», «Хлібороб», «Український вісник», «Украинская жизнь», «Україна». Певний час працював вчителем у середніх школах Києва і Катеринослава.
У травні 1906 року з відкриттям Першої державної думи Дорошенко був запрошений до Петербурга на посаду секретаря журналу «Український вісник» — органу української парламентської громади.
У 1909—1913 роках викладає в Катеринославському комерційному училищі, обирається заступником голови Катеринославської «Просвіти» і у 1910—1913 роках — фактичний редактор часопису «Дніпрові хвилі» у Катеринославі. Згодом повертається до Києва.

## Початок Української революції
Під час Першої світової війни обраний уповноваженим Всеросійського союзу міст на Південно-Західному фронті (з 1915 року), очолював відділ допомоги українцям на окупованих російськими військами землях Галичини і Буковини.
У березні 1917 року Дорошенко після реорганізації ТУП у Спілку українських автономістів-федералістів (з червня 1917 року — Українська партія соціалістів-федералістів) став членом цієї організації. З квітня 1917 року входив до складу Української Центральної Ради.
22 квітня призначений Тимчасовим урядом крайовим комісаром Галичини і Буковини з правами генерал-губернатора.
Після відступу 2 серпня 1917 року російських військ з Галичини повернувся до Києва, наприкінці серпня 1917 року йому було запропоновано сформувати новий склад Генерального секретаріату УЦР. Проте через розходження у поглядах на шляхи становлення української державності з Михайлом Грушевським Дорошенко відмовився від цієї пропозиції. Незабаром був обраний губернським комісаром Чернігівщини і перебував на цій посаді до 24 грудня 1917 (6 січня 1918 за н. ст.). Після цього виїхав до Києва, де й перебував під час боїв за місто і більшовицької окупації.

## Робота в уряді Української Держави

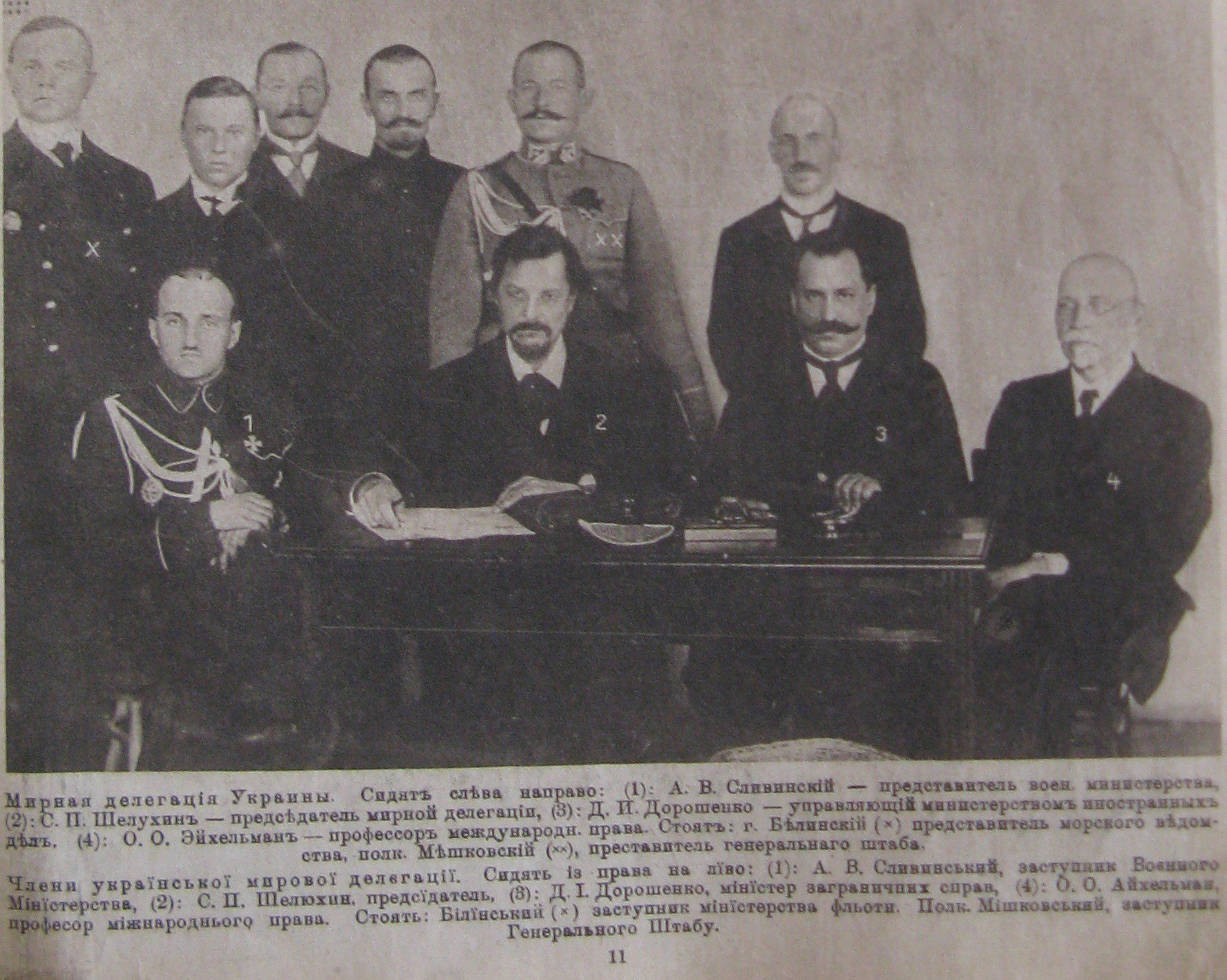
Члени делегації Української Держави на переговорах з РРФСР. Сидять зліва направо: Олександр Сливинський, Сергій Шелухін, Дмитро Дорошенко, Отто Ейхельман, стоять: 1-й зліва Михайло Білинський, 5-й зліва Євген Мишковський

Навесні 1918 року виїхав у Галичину. Після приходу до влади Павла Скоропадського повернувся до Києва.
20 травня 1918 року очолив Міністерство закордонних справ Української Держави. В період керівництва зовнішньополітичним відомством було відкрито дипломатичні представництва України в Румунії, Польщі, Швейцарії, Фінляндії та ряд українських консульств за кордоном та іноземних держав у Києві. В липні — серпні 1918 року при активній участі Дмитра Дорошенка відбулася ратифікація Берестейського миру 1918 року країнами Четверного союзу (крім Австро-Угорщини).
В середині серпня 1918 року у відповідь на антиукраїнську політику уряду генерала Сулеймана Сулькевича у Криму Дорошенко вжив ряд заходів для економічної блокади півострова, після реалізації частини з яких кримська влада пішла на переговори про форми державного об'єднання України.
Дмитро Дорошенко часто виступав посередником у пошуках шляхів порозуміння між Павлом Скоропадським і національно-демократичними силами та вироблення умов формування українського уряду на повністю національній основі.
В жовтні 1918 року робив спроби вступити у переговори з дипломатичними колами держав Антанти у Берні.
Після падіння Гетьманату працював приват-доцентом Кам'янець-Подільського державного українського університету.

## Еміграція

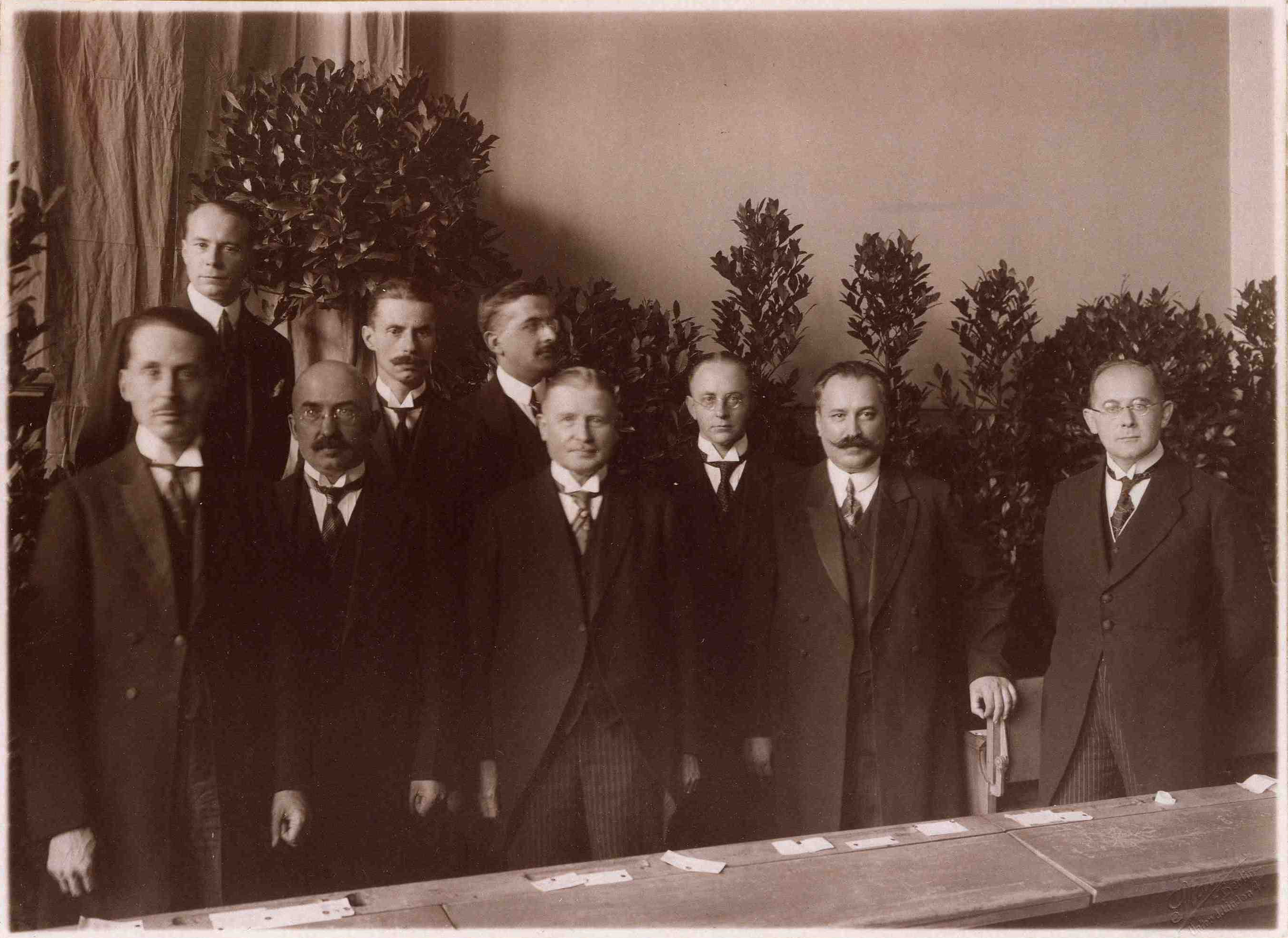
Члени-засновники та професори Українського наукового інституту в Берліні. 1-й ряд (зліва направо): Володимир Коростовець, Олександр Скоропис-Йолтуховський, ген. Вільгельм Ґренер, Васмерг, Дмитро Дорошенко, Келлєр; 2-й ряд: Володимир Залозецький-Сас, В'ячеслав Липинський, Іван Мірчук, 1927 рік

1919 року Дорошенко пішов у вигнання і врешті оселився у Празі, де чехословацький уряд дав притулок українським та російським емігрантам, особливо науковцям.
У 1920 році разом з В'ячеславом Липинським, Сергієм Шеметом та іншими діячами гетьманського руху брав участь у створенні об'єднання українських монархістів — Українського союзу хліборобів-державників.
У міжвоєнний період Дорошенко був професором історії в Українському вільному університеті у Празі, входив до складу Правління Товариства підтримки української науки і культури в Німеччині і став першим директором Українського наукового інституту в Берліні та професором історії церкви у Варшавському університеті. У 1937—1938 роках він здійснив два дуже успішні лекційні тури Канадою, яка на той час мала велике українське іммігрантське населення. У Берліні мешкав у Вільмерсдорфі, Регенсбургер Штрасе, 32 (1920-т рр.), потім в Фріденау, Петер-Вішер-Штрасе, 19 (1930-ті рр.).
1939 року повернувся до Праги, де продовжив роботу як історик в Українському вільному університеті.
1945 року Дорошенко перебрався до Західної Німеччини, де став першим президентом Української вільної академії наук.
1947 року переїхав до Канади, де викладав історію та літературу в Колегії святого Андрія у Вінніпезі та разом з істориком літератури Леонідом Білецьким та філологом Ярославом Рудницьким створили філію Української вільної академії наук. Однак у Вінніпезі він захворів і 1950 року повернувся до Європи.

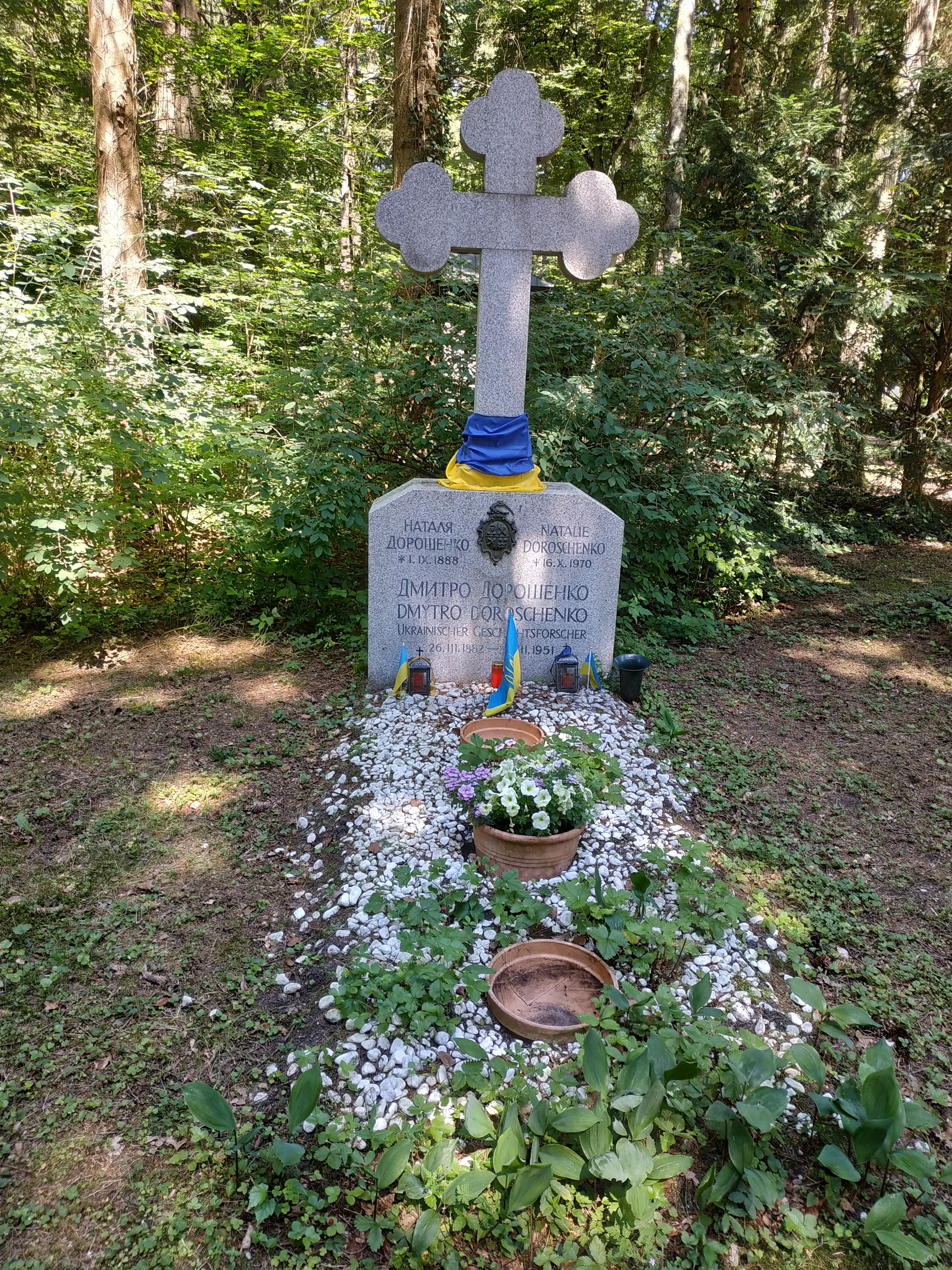
Могила Дмитра та Наталії Дорошенків, Вальдфрідгоф

Дмитро Дорошенко помер у 1951 році у Мюнхені. Його було поховано на цвинтарі Вальдфрідгоф, ділянка 71. Поруч у могилі поховано дружину Наталію Дорошенко.

## Наукова робота

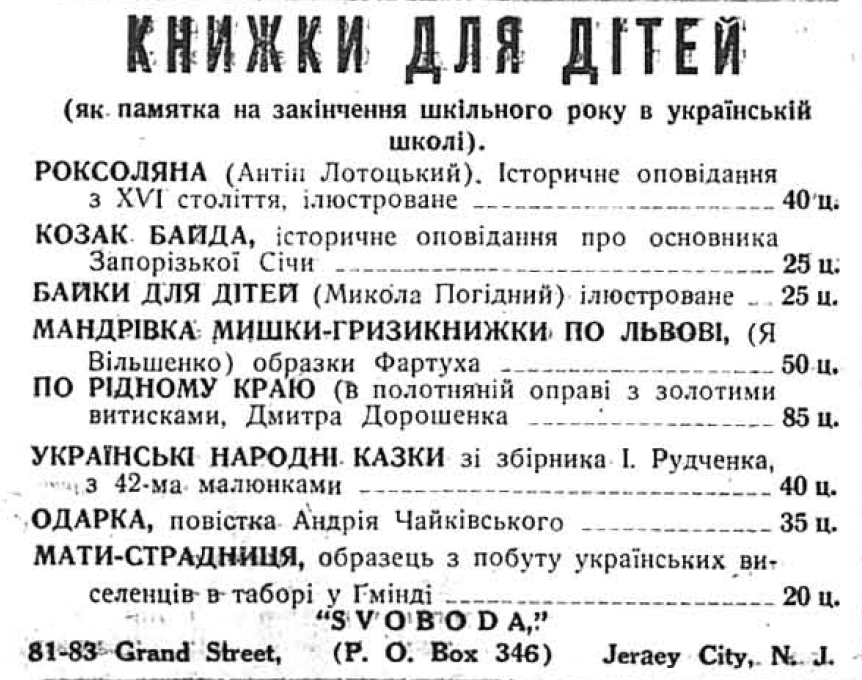
Реклама книжок для дітей, українська щоденна газета «Свобода» (США), № 210, 10 вересня 1937

У 1921—1951 роках — професор кафедри історії Українського вільного університету у Відні, Празі і Мюнхені.
Дмитро Дорошенко очолював Український науковий інститут у Берліні (1926—1931 роки), Українську вільну академію наук (1945—1951 роки).
За визначенням Олександра Оглоблина, Дмитро Дорошенко був першим українським істориком, який дав науковий огляд історії України як процесу розвитку української державності.
Автор близько 1 тис. праць з історії України, історії культури і церкви в Україні. Головні праці Дмитра Дорошенка:
- «Нарис історії України»: у двох томах / зредагував проф. Роман Смаль-Стоцький. — видання друге, репринтне. — Київ: Глобус, 1992. — т. 1: до половини XVII століття. — 238 с. — ISBN 5-7707-1419-0 (том 1); т. 2: від половини XVII століття. — 349 с. — ISBN 5-7707-1420-4 (том 2); ISBN 5-7707-1694-0. Перше видання «Нарису історії України» вийшло друком в УНІ у Варшаві: 1-й том — у 1932, 2-й том — 1933 роках.
- «Історія України, 1917-1923 рр.» (ч. І — 1930 р., ч. 2 — 1932 р.; м. Ужгород), Перевидані 2002 року у київському видавництві «Темпора»[8][9].
- «Огляд української історіографії». — Прага: Наклад Українського університету в Празі, 1923. — 216 с.
- «Православна церква в минулому і сучасному житті українського народу». — Берлін: Друкарня Е. Віхнера, 1940. — 71 с.
- монографії про Миколу Костомарова, Пантелеймона Куліша, Володимира Антоновича, гетьмана Петра Дорошенка та інших;
- «Славянський світ в його минулому й сучасному»: у трьох томах. — Берлін: Українське слово, 1922. — т. 1. — 244 с.; т. 2. — 264 с.; т. 3. — 268 с.

Визначне місце в українській публіцистиці займають книги спогадів Дорошенка: «Мої спогади про давно минуле. 1901—1914 роки» (1949), «Мої спогади про недавнє минуле. 1914—1920 роки» (1923—1924).